# Jørn Faurschou
Jørn Faurschou (* 7. Oktober 1946 in Kopenhagen) ist ein dänischer Schauspieler und Regisseur.

## Leben
Jørn Faurschou wuchs als Sohn des Molkereibesitzers Erik Faurschou und dessen Frau Henny Bjørnholt-Andersen in Kopenhagen auf, wo er bis heute lebt. Seine Schwester Jannie Faurschou ist ebenfalls als Schauspielerin tätig.
Nach seinem Schulabschluss absolvierte er von 1966 bis 1970 seine Schauspielausbildung an der Schauspielschule des Odense Teater, wo er auch sein Bühnendebüt als Darsteller hatte und dort anschließend bis zum Jahr 1978 als festes Ensemblemitglied engagiert war. Als Bühnendarsteller wirkte er in zahlreichen Theaterstücken, Musicals und Kabarett-Programmen mit, so unter anderem auch am Königlichen Theater Kopenhagen, am Folketeatret, am Aalborg-Theater, am Betty-Nansen-Theater oder am Theater Helsingør. Von 1975 bis 2012 wirkte er als Schauspieler vor der Kamera in mehr als 30 Film-und-Fernsehproduktionen mit. Er führte bislang bei acht Spielfilmen die Regie, darunter in zwei Folgen der Krimiserie Mankells Wallander. Er ist auch als Drehbuchautor tätig.

## Filmografie (Auswahl)
- 1975: Og saledes skupte han
- 1977: Skytten
- 1978: Der Baron
- 1978: You Are Not Alone
- 1979: Johnny Larsen
- 1979: Ein Haus in der Provinz (Fernsehserie, 1 Folge)
- 1980: Attentat
- 1985: Der fliegende Teppich
- 1986: Die Augen des Wolfes
- 1989: Techno Love
- 1998: Baby Doom
- 1999: Taxa (Fernsehserie, 2 Folgen)
- 2004: Der Adler – Die Spur des Verbrechens (Fernsehserie, 2 Folgen)
- 2011: Vogn 347
- 2012: Judgement